# اپرچر (نرم‌افزار)
اپرچر (به انگلیسی: Aperture) یک برنامه ویرایش تصویر و مدیریت دارایی دیجیتال است که توسط شرکت اپل برای اواس ده گسترش یافته‌است. اولین نسخه اپرچر در سال ۲۰۰۵ عرضه شد .در ۲ ژوئن ۲۰۱۴ اپل برنامه Photos را جایگزین این برنامه کرد و انتشار این برنامه را متوقف کرد.
اپرچر دارای ویژگی‌های رایج در فرایند پس‌تولید عکاسی نظیر ورود و مدیریت عکس، اعمال اصلاحات و تنظیمات، نمایش اسلایدشو و پرینت گرفتن است.
در ۶ ژانویه ۲۰۱۱، اپل ورود اپرچر به فروشگاه مک اپ را اعلام کرد. آخرین نسخه این برنامه اپرچر ۳٫۴ است که در ۱۹ سپتامبر ۲۰۱۲ عرضه شد و بر روی رایانه‌های مک با پردازنده اینتل اجرا می‌شود.
اپرچر تاکنون بارها توسط گروه‌های مستقل مورد بررسی و آزمایش قرار گرفته‌است.